# Federico García Lorca
Federico García Lorca (Fuente Vaqueros, Granada, 5 de juny de 1898 – entre Víznar i Alfacar, Granada, 18 o 19 d'agost de 1936) va ser un poeta, dramaturg i prosista andalús, també conegut per la seva destresa en moltes altres arts. Adscrit a l'anomenada generació del 27, és el poeta de major influència i popularitat de la literatura espanyola del segle xx. Com a dramaturg, se'l considera un dels cims del teatre espanyol del segle xx, juntament amb Valle-Inclán.
Va morir executat l'any 1936 després de la revolta militar de la Guerra Civil espanyola, per la seva afinitat amb el Front Popular i per ser obertament homosexual.

## Biografia

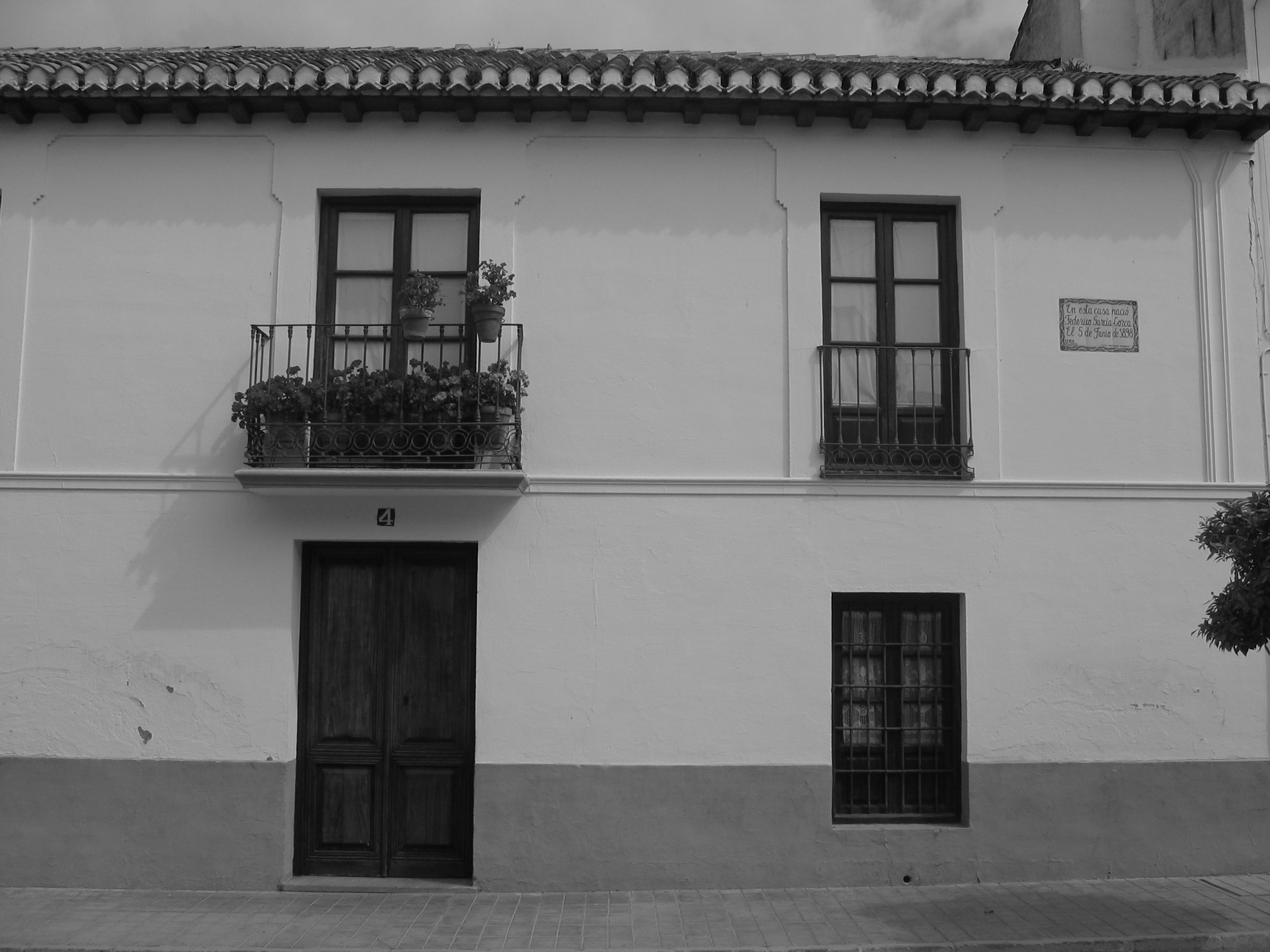
Casa natal de Federico García Lorca, a Fuente Vaqueros

Va néixer i créixer al municipi de Fuente Vaqueros (Granada), en el si d'una família benestant, el 5 de juny de 1898, i va ser batejat amb el nom de Federico del Sagrado Corazón de Jesús García Lorca; el seu pare va ser Federico García Rodríguez (1859-1945), un hisendat, i la seva mare, Vicenta Lorca Romero (1870-1959), va ser la segona esposa del seu pare, mestra d'escola que va fomentar el gust literari del seu fill.
Des dels dos anys, segons un dels seus biògrafs, Edwin Honig, Federico García Lorca va mostrar la seva habilitat per aprendre cançons populars, i de ben petitet escenificava en miniatura oficis religiosos. La seva salut va ser fràgil i no va començar a caminar fins als quatre anys. Va llegir a casa seva l'obra de Víctor Hugo i de Miguel de Cervantes. Com a estudiant va ser irregular. De nen, el van posar sota la tutela del mestre Rodríguez Espinosa, a Almeria, ciutat en la qual va residir amb la seva família entre 1906 i 1909. Va iniciar el batxillerat de tornada a la seva província natal i va abandonar la Facultat de Dret de Granada per instal·lar-se a la Residencia de Estudiantes de Madrid (1918–1928); passat un temps, va tornar a la Universitat de Granada, on es va llicenciar en dret, encara que mai va exercir l'advocacia, ja que la seva vocació era la literatura.

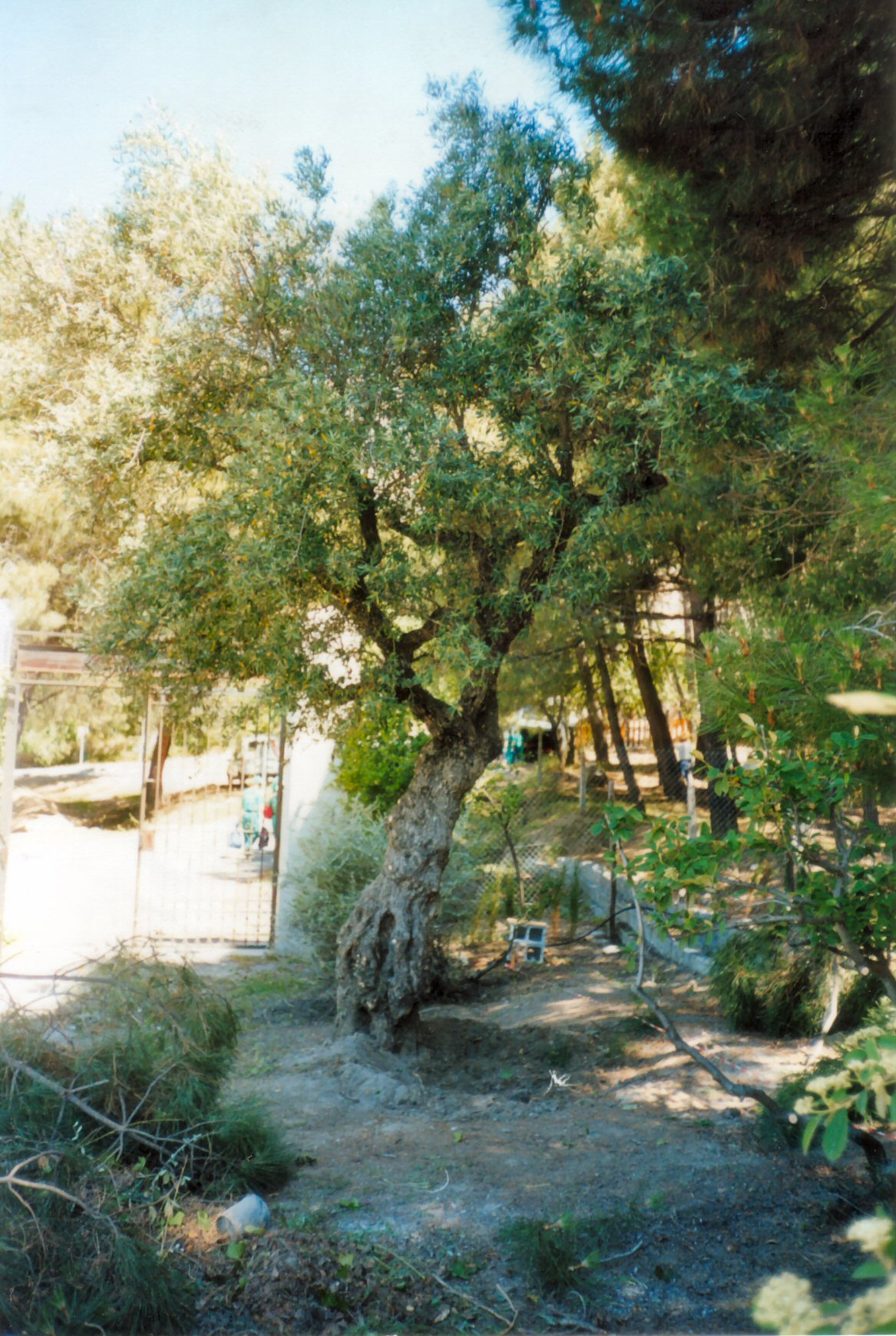
L'olivera on fou afusellat

La ubicació meridional de Granada, on es trobava viva l'herència mora, el folklore, l'Orient i una geografia agresta, deixà empremta en tota la seva obra poètica, on els romancers i l'èpica es fonen de manera perceptible. Després de la seva mare, fou Fernando de los Ríos Urruti qui va estimular el talent del llavors pianista a favor de la poesia; així, el 1917 escriví el seu primer article sobre José Zorrilla, en el seu aniversari.
Influïren en la sensibilitat del poeta en formació Lope de Vega, Juan Ramón Jiménez, Antonio Machado, Manuel Machado Ruiz, Ramón del Valle-Inclán, Azorín i el cançoner popular.

### Joventut i primeres obres
El 1918 publicà el seu primer llibre Impresiones y paisajes, finançat pel seu pare. El 1920, s'estrenà en teatre la seva obra El maleficio de la mariposa, el 1921 es publicà Libro de poemas, i el 1923 s'escenificaren les comèdies de titelles La niña que riega la albahaca i El príncipe preguntón. El 1927, a Barcelona, va exposar per primer cop els seus quadres.
En aquesta època freqüentà activament els poetes de la seva generació, molts d'ells matriculats en la Residencia de Estudiantes: Jorge Guillén, Pedro Salinas, Gerardo Diego, Dámaso Alonso, Rafael Alberti, i sobretot Luis Buñuel, Maruja Mallo, i Salvador Dalí, a qui després dedicà l'Oda a Salvador Dalí. El pintor, per la seva banda, pintà els decorats del primer drama del poeta: Mariana Pineda. El 1928 publicà la revista literària Gallo, de la qual només s'editaren dos números.
El 1929 marxà a Nova York. Aleshores ja s'havien publicat, endemés dels ja esmentats, els seus llibres Canciones (1927) i Primer romancero gitano (1928). Aquesta última és la seva obra més popular i accessible. A García Lorca, el molestava molt que el públic el veiés com a gitano.

### Viatge a Nova York
Del seu viatge i estada a Nova York sorgí el llibre Poeta en Nueva York. El 1930 anà a l'Havana, on escrigué part de les seves obres Así que pasen cinco años i El público. Aquell any tornà a Espanya, i fou rebut amb la notícia que a Madrid s'estava escenificant la seva farsa popular La zapatera prodigiosa.

### La Segona República i «La Barraca»
En instaurar-se la Segona República espanyola, Fernando de los Ríos Urruti fou nomenat ministre d'Instrucció Pública. Sota el patrocini oficial, García Lorca fou encarregat de la companyia estatal de teatre «La Barraca», on gaudí de tots els recursos per produir, dirigir, escriure i adaptar algunes obres teatrals del segle d'or espanyol. Durant aquest període va escriure Bodas de sangre, Yerma i Doña Rosita la soltera.
El 1933 viatjà a l'Argentina de la Dècada Infame per tal de promoure l'escenificació d'algunes obres seves per la companyia teatral de Lola Membrives i per dictar una sèrie de conferències. La seva estada fou un èxit: per exemple, la seva escenificació de La dama boba —oblidada durant molts anys, descoberta, editada i reeditada per la Universitat de La Rioja—, de Lope de Vega, va atraure més de seixanta mil persones. Fou cofundador l'11 de febrer de 1933 de l'Associació d'Amics de la Unió Soviètica, creada en uns temps en què la dreta sostenia un to condemnatori en relació amb els relats sobre les conquestes i els problemes del socialisme a l'URSS. Entre aquest any i 1936 escriví Diván de Tamarit, Llanto por Ignacio Sánchez Mejías, que va commoure el món de les lletres hispanes, La casa de Bernarda Alba i treballava ja en La destrucción de Sodoma quan esclatà la Guerra Civil espanyola.

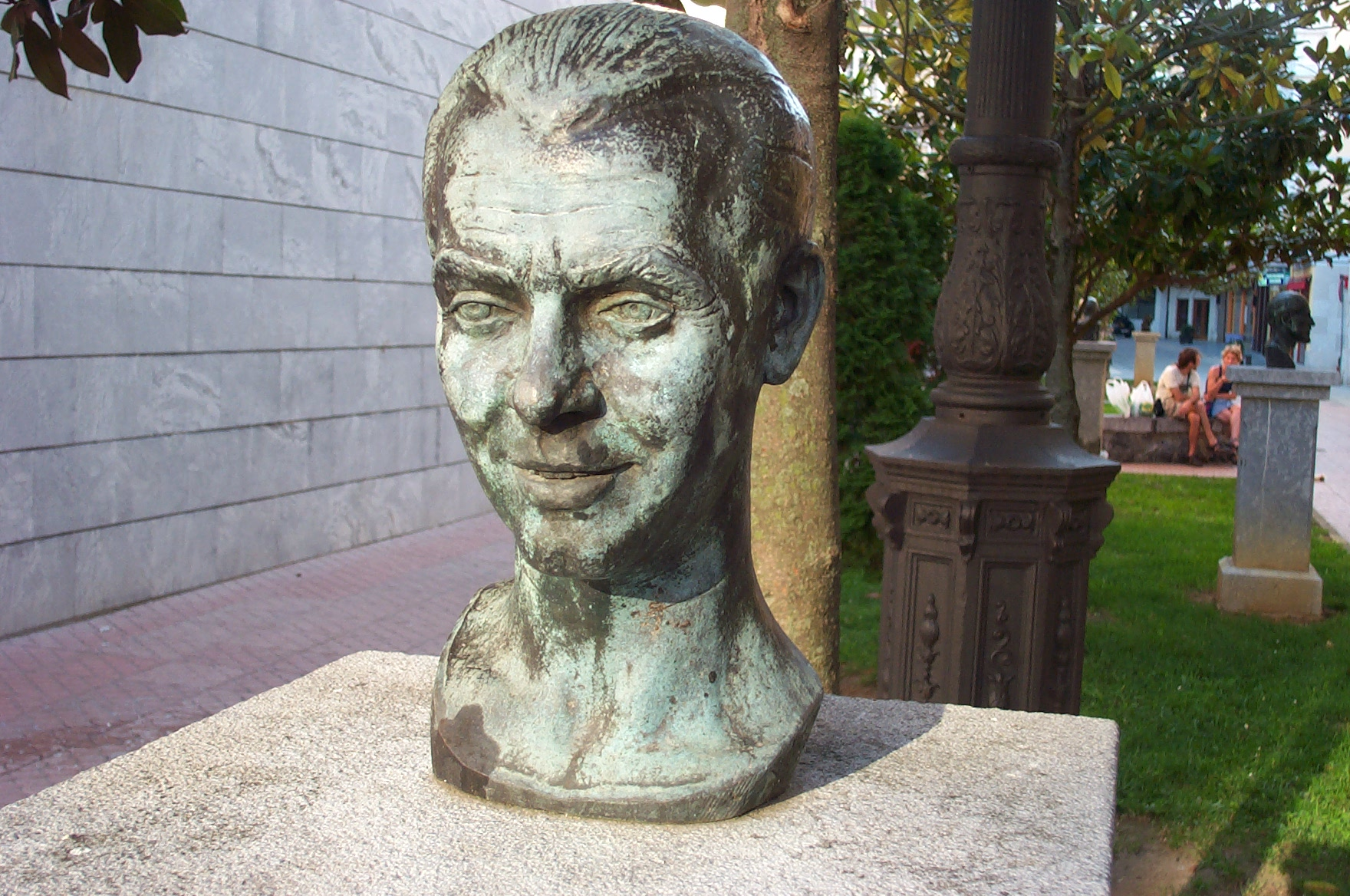
García Lorca a Santoña, Cantàbria

### Guerra Civil i assassinat
Els ambaixadors de Colòmbia i Mèxic van preveure que García Lorca pogués ser víctima d'un atemptat en contra del seu càrrec de funcionari de la República, i li van oferir l'exili, però ell va rebutjar les ofertes i es va dirigir a la seva casa a Granada per passar l'estiu.
En aquests moments polítics, algú li va preguntar sobre la seva preferència política i ell va manifestar que se sentia alhora catòlic, comunista, anarquista, llibertari, tradicionalista i monàrquic. De fet, mai es va afiliar a cap de les faccions polítiques i mai va discriminar o es va distanciar de cap dels seus amics per cap qüestió política. Va tenir una gran amistat amb el líder i fundador de la Falange Española, José Antonio Primo de Rivera, molt aficionat a la poesia. El mateix García Lorca deia d'ell:
| « | ...José Antonio. Un altre bon noi. Saps que tots els divendres sopo amb ell? Solem sortir junts en un taxi amb les persianetes baixades, perquè ni a ell li convé que el vegin amb mi ni a mi em convé que em vegin amb ell. | » |

Se sentia, com ell ho va dir en una entrevista a El Sol de Madrid poc abans de la seva mort, íntegrament espanyol.
| « | Jo sóc espanyol integral i em seria impossible viure fora dels meus límits geogràfics; però odio al que és espanyol per ser espanyol només, jo sóc germà de tots i execro l'home que se sacrifica per una idea nacionalista, abstracta, pel sol fet que estima la seva pàtria amb una bena als ulls. El xinès bo està més prop de mi que l'espanyol dolent. Canto Espanya i la sento fins al moll de l'os, però abans que això sóc home del món i germà de tots. Per descomptat, no crec en la frontera política. | » |

Després d'una denúncia anònima, el 16 d'agost de 1936 va ser detingut a la casa d'un dels seus amics, el també poeta i falangista Luis Rosales, que va obtenir la promesa de les autoritats «nacionals» que seria posat en llibertat «si no existia denúncia en contra seva». L'ordre d'execució va ser donada pel governador civil de Granada, José Valdés Guzmán, que havia ordenat a l'antic diputat de la CEDA, Ramón Ruiz Alonso, la detenció del poeta.
Les últimes investigacions, com la de Manuel Titos Martínez, determinen que García Lorca va ser afusellat la matinada del 18 d'agost de 1936, segurament per qüestions territorials, ja que alguns cacics, molt conservadors, tenien rancúnia al pare de Lorca perquè era un cacic progressista. En una entrevista al diari El Sol, havia declarat que «a Granada s'agita la pitjor burgesia d'Espanya», i això va ser la seva sentència de mort. Federico García Lorca va ser assassinat en el camí que va de Víznar a Alfacar, i el seu cos roman enterrat en una fossa comuna anònima en algun lloc d'aquests paratges amb el cadàver d'un mestre nacional, Dióscoro Galindo González, i els dels banderillers anarquistes Francisco Galadí Melgar i Joaquín Arcollas Cabezas, executats amb ell.
La fosa es troba al paratge de Fuente Grande, al municipi d'Alfacar, província de Granada. L'escriptor, autor del Romancero gitano, fou assassinat per ser republicà i homosexual, considerat en aquella època com a delicte imperdonable.
Herbert George Wells envià el despatx següent a les autoritats militars de Granada:
| « | H. G. Wells, president del Club de Londres, desitja amb ansietat notícies del seu distingit col·lega Federico García Lorca, i apreciarà força la cortesia d'una resposta. | » |

La resposta al qual fou la següent:
| « | Coronel governador de Granada a H. G. Wells.—Ignoro el lloc on es troba D. Federico García Lorca.— Signat: coronel Espinosa. | » |

Després de la seva mort, es publicaren Primeras canciones i Amor de Don Perlimplín con Belisa en su jardín. Antonio Machado escriví el poema El crimen fue en Granada el 1937, al tema de la mort de García Lorca.
El 2009, en aplicació de la llei per a la recuperació de la memòria històrica aprovada pel govern de José Luis Rodríguez Zapatero, es decideix obrir la fossa on suposadament hi ha les restes del poeta. Tot i així, no s'hi va trobar res.
La família va presentar escrits judicials per a investigar la seva mort així com per a trobar la fossa però fou rebutjat per un tribunal de primera instància, per l'Audiència Provincial de Granada i pel Tribunal Constitucional. Aquest últim per falta de transcendència constitucional.

## Obra
L'univers lorquià es defineix per un palpable sistematisme: la poesia, el drama i la prosa s'alimenten d'obsessions -amor, desig, esterilitat- i de claus estilístiques constants. La varietat de formes i tonalitats mai atempta contra aquesta unitat, que té com a qüestió central la frustració.

### Estil
Els símbols: d'acord amb el seu gust pels elements tradicionals, García Lorca utilitza freqüentment símbols en la seva poesia. Es refereixen molt freqüentment a la mort, encara que, depenent del context, els matisos en varien força. Són símbols centrals en l'obra de Lorca:
- La lluna: és el símbol més freqüent en García Lorca. La seva significació més freqüent és la de mort, però també pot simbolitzar l'erotisme, la fecunditat, l'esterilitat o la bellesa.
- L'aigua: quan corre, és símbol de vitalitat. Quan està estancada, representa la mort.
- La sang: representa la vida i, vessada, és la mort. Simbolitza també el fecund, el sexual.
- El cavall (i el seu genet): està molt present en tota la seva obra, portant sempre valors de mort, encara que també representa la vida i l'erotisme masculí.
- Les herbes: el seu valor dominant, encara que no únic, és el de ser símbols de la mort.
- Els metalls: també el seu valor dominant és la mort. Els metalls apareixen sota la forma d'armes blanques, que comporten sempre tragèdia.

La metàfora: és el procediment retòric central del seu estil. Sota la influència de Góngora, García Lorca maneja metàfores molt arriscades: la distància entre el terme real i l'imaginari és considerable. A voltes, usa directament la metàfora pura. No obstant això, a diferència de Góngora, García Lorca és un poeta conceptista, en el sentit que la seva poesia es caracteritza per una gran condensació expressiva i de continguts, a més de freqüents el·lipsis. Les metàfores lorquianes relacionen elements oposats de la realitat, transmeten efectes sensorials entremesclats, etc.
El neopopularisme: encara que García Lorca assimila sense problemes les novetats literàries, la seva obra està plena d'elements tradicionals que, d'altra banda, demostren la seva immensa cultura literària. La música i els cants tradicionals són presències constants en la seva poesia. No obstant això, des d'un punt de vista formal, no és un poeta que mostri una gran varietat de formes tradicionals; no obstant això, aprofundeix en les constants de l'esperit tradicional de la seva terra i de la gent: l'esquinçament amorós, la valentia, la malenconia i la passió.

### Poesia
L'obra poètica de García Lorca constitueix un dels cims de la poesia de la generació del 27 i de tota la literatura espanyola. La poesia lorquiana és el reflex d'un sentiment tràgic de la vida, i està vinculada a diferents autors, tradicions i corrents literaris. En aquesta poesia conviuen la tradició popular i la culta. Encara que és difícil establir èpoques en la poètica de García Lorca, alguns crítics en diferencien dues etapes: una de joventut i una altra de plenitud.

#### L'època de joventut
Aquí s'inclouen els seus primers escrits: Impresiones y paisajes (en prosa, encara que no obstant això mostra procediments característics del llenguatge poètic) i Libro de poemas (escrit sota l'influx de Rubén Darío, Antonio Machado i Juan Ramón Jiménez); en aquest poema, García Lorca projecta un amor sense esperança, abocat a la tristesa.
La Diputació de Granada edita el 1986 una antologia poètica, seleccionada, presentada i anotada per Andrew A. Anderson (ISBN 84-505-3425-9). Aquesta antologia aporta Suites (1920-1923) i Poemas en prosa (1927-1928). En Suites es troba "Cancioncilla del niño que no nació", pàg. 71, i en Poemas en prosa "Degollación de los inocentes", pàg. 150. En aquests escrits el poeta fa referència al drama de l'avortament.

#### L'època de plenitud
Comença amb el Poema del cante jondo (1921) que, mitjançant la unitat temàtica, formal, conceptual i l'expressió dels sentiments, deguda en part a la seva inspiració folklòrica, descriu la lírica neopopularista de la generació del 27.
En Primeras canciones (1927), i Canciones (1936) empra les mateixes formes: la cançó i el romanç. Els temes del temps i la mort s'emmarquen en l'alba, la nit, la ciutat andalusa i els paisatges lunars.
La mort i la incompatibilitat moral del món romaní amb la societat burgesa són els dos grans temes del Romancero gitano. Destaquen els procediments habituals de poesia d'origen popular, i la influència del compositor Manuel de Falla. No es tracta d'una obra folklòrica; està basada en els tòpics amb què s'associa gitano i andalús. García Lorca eleva al personatge romaní al rang de mite literari, com després farà també amb el negre i el jueu en Poeta en Nueva York. En el Romancero gitano empra el romanç, en les seves variants de novel·lesc, líric i dramàtic; el seu llenguatge és una fusió del popular i el culte.
García Lorca escriu Poeta en Nueva York a partir de la seva experiència als EUA, on va viure entre 1929 i 1930. Per a García Lorca, la civilització moderna i la natura són incompatibles. La seva visió de Nova York és d'angoixa i desolació, pròpia d'un malson. Per a expressar l'angúnia i l'ànsia de comunicació que l'embarguen, empra les imatges visionàries del llenguatge surrealista. La seva llibertat expressiva és màxima, encara que al costat del vers lliure s'adverteix l'ús del vers mesurat:octosíl·lab, hendecasíl·lab i alexandrí.
El Diván de Tamarit (1940) és un llibre de poemes d'atmosfera o sabor oriental, inspirat en les col·leccions de l'antiga poesia arabigoandalusina. El tema central és l'amor subjecte a experiències frustrants i amargues; el seu llenguatge està molt proper al de Poeta en Nova York.
Llanto por la muerte de Ignacio Sánchez Mejías (1935) és una elegia d'incontenible dolor i emoció que actua d'homenatge al torero sevillà que tant va fer costat als poetes de la generació del 27.
L'obra poètica de García Lorca es tanca amb Seis poemas gallegos i la sèrie d'onze poemes amorosos titulada Sonetos del amor oscuro. García Lorca sempre ha comptat amb el respecte i admiració incondicional dels poetes de generacions posteriors a la Guerra Civil. Considerat un poeta maleït, la seva influència s'ha deixat sentir entre els poetes espanyols del malditisme.

#### Llibres de poesia
- Impresiones y paisajes (1918)
- Libro de poemas (1921)
- Oda a Salvador Dalí (1926)
- Romancero gitano (1928)
- Poeta en Nueva York (1930)
- Poema del cante jondo (1931)
- Llanto por Ignacio Sánchez Mejías (1935)
- Diván del Tamarit (1936)
- Sonetos del amor oscuro (1936)

### Teatre
El teatre de García Lorca és, amb el de Valle-Inclán, el de major importància escrit en castellà en el segle xx. És un teatre poètic, en el sentit que gira a l'entorn de símbols medul·lars —la sang, el ganivet o la rosa—, que es desenvolupa en espais mítics o presenta un realisme transcendit i que, en fi, encara problemes substancials de l'existència. El llenguatge, après en Valle-Inclán, és també poètic. Sobre García Lorca influeixen també el drama modernista (d'aquí deriva l'ús del vers), el teatre de Lope de Vega (evident, per exemple, en l'ocupació organitzada de la cançó popular), el de Calderón de la Barca (desmesura tràgica, sentit de l'al·legoria) i la tradició dels titelles. La producció dramàtica de García Lorca pot ser agrupada en quatre conjunts: farses, comèdies «irrepresentables» (segons l'autor), tragèdies i drames.
Entre les farses, escrites entre 1921 i 1928, destaquen La zapatera prodigiosa, en la qual l'ambient andalús serveix de suport al conflicte cervantí, entre imaginació i realitat, i Amor de don Perlimplín con Belisa en su jardín, complex ritual d'iniciació a l'amor, que anuncia els «drames irrepresentables» de 1930 i 1931: El público i Así que pasen cinco años, les seves dues obres més hermètiques, són una indagació en el fet del teatre, la revolució i la presumpta homosexualitat —la primera— i una exploració —la segona— en la persona humana i en el sentit del viure.
Conscient de l'èxit dels drames rurals poètics, García Lorca elabora les tragèdies Bodas de sangre (1933) i Yerma (1934), conjugació de mite, poesia i substància real.
Els problemes humans determinen els drames. Així, el tema de la «solterona» espanyola (Doña Rosita la soltera, 1935), o el de la repressió de la dona i la intolerància en La casa de Bernarda Alba (1936), per a molts l'obra mestra de l'autor.

#### Obres teatrals
- El maleficio de la mariposa (1920: Teatro Eslava, Madrid)
- La niña que riega la albahaca y el príncipe preguntón (1923; casa de García Lorca, Granada)
- Mariana Pineda (1927; Teatre Goya, Barcelona)
- La zapatera prodigiosa (1930; Teatro Español, Madrid)
- Retablillo de Don Cristóbal (escrit entre 1923 i 1934; estrenat en 1934, Teatro Avenida, Buenos Aires)
- Amor de don Perlimplín con Belisa en su jardín (1926-1929; estrena: 1933, Teatro Español, Madrid)
- Así que pasen cinco años (1931; estrena en 1959, Théâtre Recamier, París; estrena en castellà: 1969; Teatro Zócalo, Mèxic DF)
- Bodas de sangre (1931; estrena: 1933, Teatro Beatriz, Madrid)
- Yerma (1934, Teatro Español, Madrid)
- Doña Rosita la soltera o el lenguaje de las flores (1935; Teatre Principal (Barcelona))
- El público (escrita el 1930-1936; estrenada el 1979; Teatro de la Universidad de Puerto Rico, San Juan de Puerto Rico)
- La casa de Bernarda Alba (1936; estrena: 1945, Teatro Avenida, Buenos Aires)
- Comedia sin título (1935-1936, inacabada; estrena: 1989, Teatro María Guerrero, Madrid).